# بيل كولنز
بيل كولنز (بالإنجليزية: Bill Collins)‏، من مواليد 15 فبراير 1920، لاعب كرة قدم إيرلندي شماليون سابق.
لعب مع نادي بيلفاست سيلتك ونادي ديستيلري ولوتون تاون ونادي غيلينغهام.